# 1896년 하계 올림픽 사격 남자 300m 자유 소총 3자세
1896년 하계 올림픽 사격 남자 300m 자유 소총 3자세는 그리스 아테네에서 개최된 1896년 하계 올림픽 사격의 세부 종목이다. 1896년 4월 11일부터 12일까지 칼리테아 사격장에서 진행되었으며 3개국에서 20명의 선수가 참가하였다. 1세트당 10발씩, 총 4세트를 쐈으며 첫 날과 둘째 날에 반씩 나눠서 경기를 했다.

## 경기장
| 도시   | 경기장          |
| ------ | --------------- |
| 아테네 | 칼리테아 사격장 |

## 경기 결과
| 순위 | 선수                            | 점수  | 사격 | 1    | 2    | 3    | 4    |
| ---- | ------------------------------- | ----- | ---- | ---- | ---- | ---- | ---- |
| 1    | 게오르기오스 오르파니디스 (GRE) | 1,583 | 37   | 328  | 520  | 420  | 315  |
| 2    | 이오아니스 프란구디스 (GRE)     | 1,312 | 31   | 470  | 192  | 440  | 210  |
| 3    | 비고 옌센 (DEN)                 | 1,305 | 31   | 392  | 423  | 280  | 210  |
| 4    | 아나스타시오스 메탁사스 (GRE)   | 1,102 | 불명 | 불명 | 불명 | 불명 | 불명 |
| 5    | 판텔리스 카라세브다스 (GRE)     | 1,039 | 불명 | 불명 | 불명 | 불명 | 불명 |
| 6-18 | 안텔로타나시스 (GRE)            | 불명  | 불명 | 불명 | 불명 | 불명 | 불명 |
| 6-18 | 게오르기오스 디아만티스 (GRE)   | 불명  | 불명 | 불명 | 불명 | 불명 | 불명 |
| 6-18 | 알렉시오스 페트시오스 (GRE)     | 불명  | 불명 | 불명 | 불명 | 불명 | 불명 |
| 6-18 | 카라카차니스 (GRE)              | 불명  | 불명 | 불명 | 불명 | 불명 | 불명 |
| 6-18 | 카지다키스 (GRE)                | 불명  | 불명 | 불명 | 불명 | 불명 | 불명 |
| 6-18 | 니콜라오스 레비디스 (GRE)       | 불명  | 불명 | 불명 | 불명 | 불명 | 불명 |
| 6-18 | 시드니 멀린 (GBR)               | 불명  | 불명 | 불명 | 불명 | 불명 | 불명 |
| 6-18 | 제논 미켈리디스 (GRE)           | 불명  | 불명 | 불명 | 불명 | 불명 | 불명 |
| 6-18 | 무스타코풀로스 (GRE)            | 불명  | 불명 | 불명 | 불명 | 불명 | 불명 |
| 6-18 | 파블로스 파블리디스 (GRE)       | 불명  | 불명 | 불명 | 불명 | 불명 | 불명 |
| 6-18 | 알렉산드로스 테오필라키스 (GRE) | 불명  | 불명 | 불명 | 불명 | 불명 | 불명 |
| 6-18 | 이오아니스 테오필라키스 (GRE)   | 불명  | 불명 | 불명 | 불명 | 불명 | 불명 |
| 6-18 | 니콜라오스 트리쿠피스 (GRE)     | 불명  | 불명 | 불명 | 불명 | 불명 | 불명 |
| –    | 레오니다스 란가키스 (GRE)       | DNF   | DNF  | DNF  | DNF  | DNF  | DNF  |
| –    | 이오아니스 부라키스 (GRE)       | DNF   | DNF  | DNF  | DNF  | DNF  | DNF  |

## 메달리스트
| 종목               | 금                                 | 은                             | 동                 |
| ------------------ | ---------------------------------- | ------------------------------ | ------------------ |
| 남자 300m 자유소총 | 게오르기오스 오르파니디스 · 그리스 | 이오아니스 프란구디스 · 그리스 | 비고 옌센 · 덴마크 |

## 참고 문헌
- 국제 올림픽 위원회 - 1896년 하계 올림픽 사격 경기 결과
- Lampros, S.P.; Polites, N.G.; De Coubertin, Pierre; Philemon, P.J.; & Anninos, C. (1897). 《The Olympic Games: BC 776 – AD 1896》. Athens: Charles Beck. (Digitally available at  보관됨 2013-01-16 - 웨이백 머신)
- Mallon, Bill; & Widlund, Ture (1998). 《The 1896 Olympic Games. Results for All Competitors in All Events, with Commentary》. Jefferson: McFarland. ISBN 0-7864-0379-9. (Excerpt available at )
- Smith, Michael Llewellyn (2004). 《Olympics in Athens 1896. The Invention of the Modern Olympic Games》. London: Profile Books. ISBN 1-86197-342-X.